# Michał Jurecki
Michał Jurecki (født 27. juli 1984 i Kościan, Polen) er en polsk håndboldspiller, der spiller i SG Flensburg-Handewitt. Han kom til klubben i 2019, efter at have været i Vive Kielce, siden 2010.
Jureckis storebror Bartosz Jurecki, er også tidligere professionel håndboldspiller.

## Landshold
Jurecki er en del af det polske landshold, og var blandt andet med på holdet, da det overraskende vandt sølvmedaljer ved VM i 2007.

## Eksterne links
- Spillerinfo Arkiveret 27. september 2007 hos  Wayback Machine